# El Campello
El Campello – miasto w Hiszpanii w regionie Walencja w prowincji Alicante, położone 13 km na północny wschód od Alicante. Miasto zostało założone jako osada rybacka, obecnie czerpie duże zyski z turystyki.
Miejsce było zamieszkane co najmniej od końca epoki neolitu (wykopaliska obecnie tworzą skansen archeologiczny „La Isleta”).
W XVI w. nad zatoką wybudowano wieżę strażniczą w celu ochrony przed piratami berberyjskimi. Obecnie w zatoce znajduje się marina oraz niewielki port rybacki, wraz z giełdą ryb.
W mieście odbywają się corocznie dwie tradycyjne fiesty: Virgen del Carmen (lipiec) i Moros y Cristianos (październik).
Miasto jest dogodnie skomunikowane z Alicante, dzięki autostradzie A-70 oraz linii tramwajowej biegnącej głównie wzdłuż Playa Muchavista - jednej z najdłuższych i najpiękniejszych plaż Costa Blanca.

## Galeria

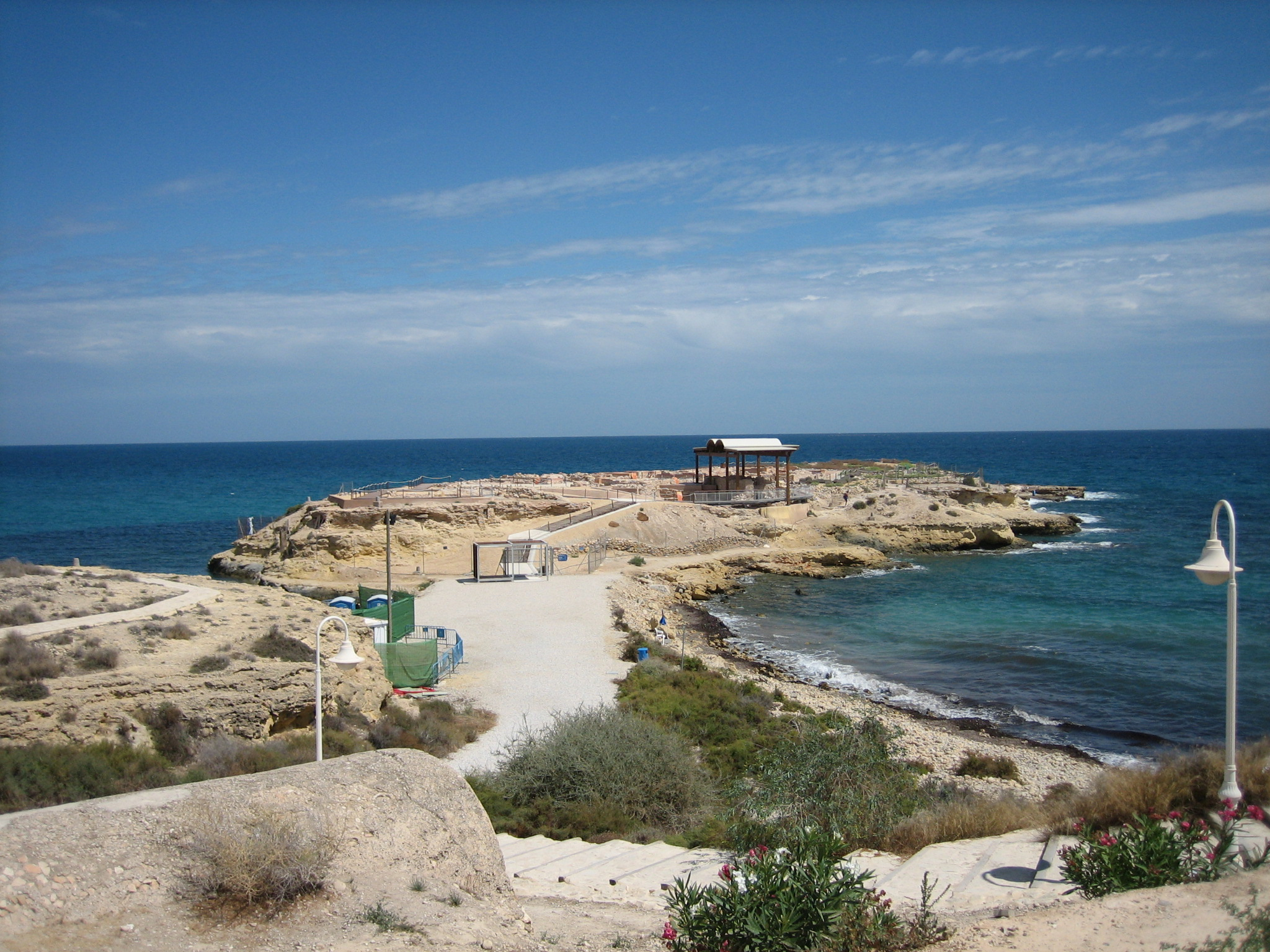
La Isleta - skansen archeologiczny
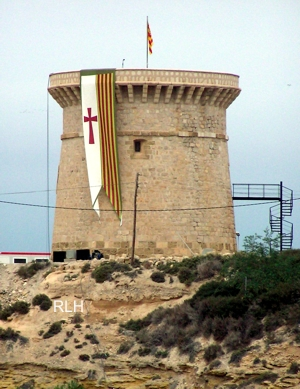
Wieża El Campello
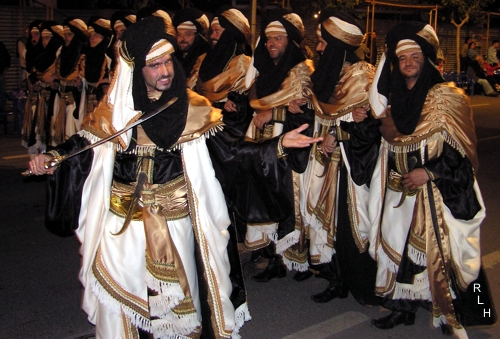
Typowe stroje Maurów w czasie Moros y Cristianos
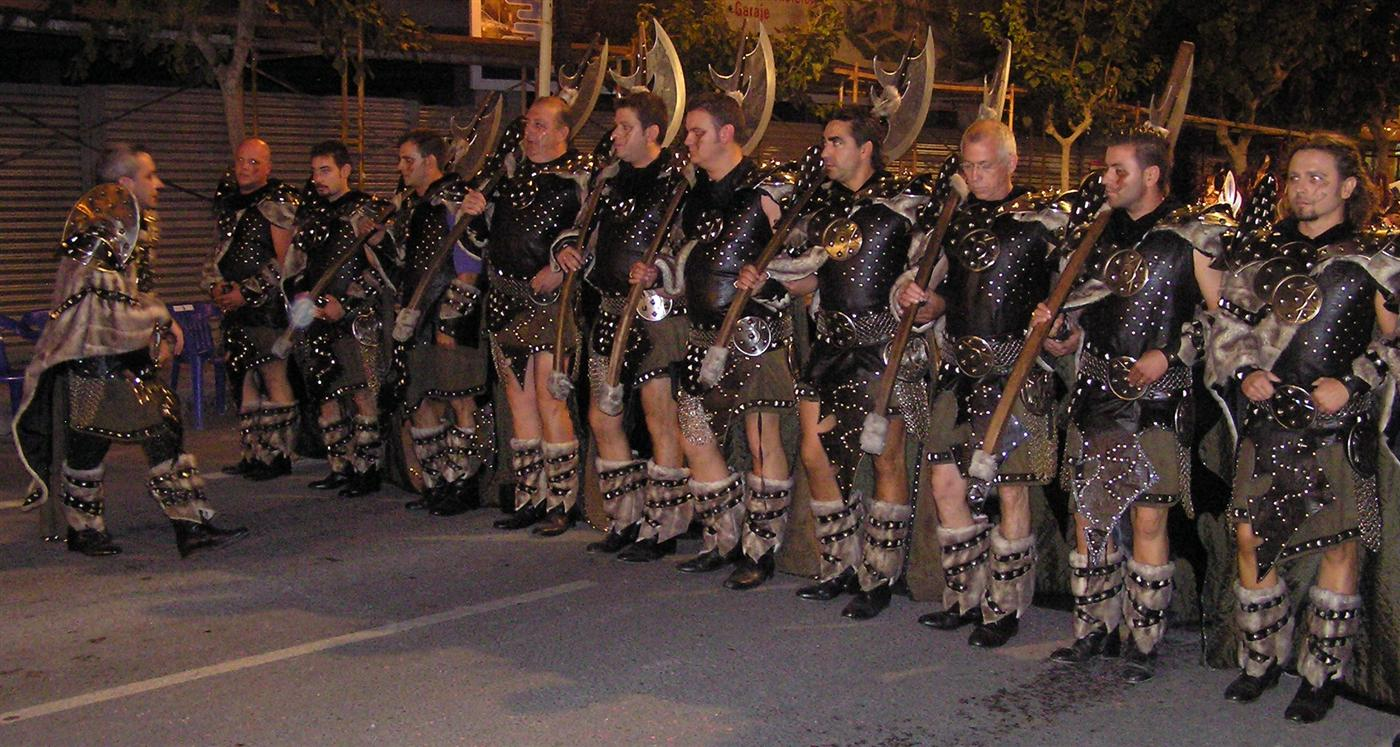
Typowe stroje Chrześcijan